# 게리 피게로아
게리 리 피게로아(영어: Gary Lee Figueroa, 1956년 9월 28일 ~ )는 미국의 수구 선수로 로스앤젤레스에서 열린 1984년 하계 올림픽에서 은메달을 획득했다. 1992년에 미국 수구 명예의 전당에 헌액되었다.